# Gabriele D'Annunzio
Gabriele D'Annunzio (født 12. marts 1863 i en lille by i Abruzzerne, død 1. marts 1938) var en italiensk digter og ideolog for de politiske strømninger i Italien, irredentismen og fascismen.
Allerede som skoledreng læste han med begejstring Carduccis oder og udgav ikke 15 år gammel en digtsamling Primo vere, som gjorde stor lykke. I hele sin følgende store litterære produktion, digte, noveller, dramaer og romaner, er D'Annunzio frem for alt lyriker. Hans sprog kan være søgt og kunstlet, men er oftest af overordentlig skønhed og farvepragt. Han forstod som få at give en naturskildring og at skabe eller gengive en stemning. Men hans emner er ofte behandlede med en hensynsløs realisme. Yppig sanselighed, hang til brutalitet og ved siden heraf renaissanceagtig skønhedsdyrkelse er egenskaber, som vel nærmest danner kernen i hans væsen og har præget hans værker. 
Af hans lyriske digtning må foruden hans tidligste samling nævnes: In memoriam (1880), Canto novo (1882), Intermezzo di Rime (1883), Isaotta Guttadauro ed altre poesie (1886), L'Isotteo e la Chimera (1890), Elegie romane (1892), Poema paradisiaco ed Odi navali (1893) Laudi del cielo, del mare, della terra e degli eroi (2 bind 1903). Stor berømmelse vandt hans mindedigt over Garibaldi, La notte di Caprera (1901). Samme år skrev han et digt ved Giuseppe Verdis død og på hundredårsdagen for Victor Hugos fødsel Canzone a Victor Hugo (1902). I 1907 kom L'orazione e la canzone in morte di Giosuè Carducci og 1912 i anledning af Italiens krig med Tyrkiet 10 nationale Canzoni della gesta d’oltremare, skrevne i rimede terziner. 
Som dramatiker er D'Annunzio fremtrådt siden midt i 1890'erne med en række skuespil, for en stor del skrevne for den geniale skuespillerinde Eleonora Duse, som han i lang tid stod i kærlighedsforbindelse med; han påtænkte endog en tid grundlæggelsen af en italiensk nationalscene. I fratelli er det tidligste af disse stykker; siden fulgte: Il sogno d’un mattino di primavera (1897), Il sogno d’un tramonto d’autunno (1898), La citta morta (samme år), La Gioconda (samme år, begge oversatte på dansk af Regitze Winge), La gloria (samme år). De tre sidste er samlede oversatte på fransk under titlen Les Victoires mutilées (Paris 1903), Francesca da Rimini (1902, oversat af Regitze Winge 1905); La figlia di Jorio (1904), vel nok det af hans dramaer, der har gjort størst lykke; han giver heri, som også i flere af sine romaner og noveller, en skildring af gamle sæder og skikke i Abruzzerne, hans fødeegn.
I 1905 kom La fiaccola sotto il moggio, Più che l’amore (1907), La Nave (1908) og Fedra (1909). I 1911 udgav han i Paris på fransk Le martyre de Saint Sébastien og i 1913 La Pisanelle ou la mort parfumée, udkommet samme år i versificeret italiensk oversættelse ved Ettore Janni. I 1914 udkom på italiensk Il ferro, som forfatteren selv forfranskede og lod opføre i Paris under navnet Chèvrefeuille. Stor sensation vakte hans Filmsdrama Cabiria, der handler om krigene mellem Karthago og Rom i 3. Årh. f. Kr. Det opførtes på operascenen i Rom, men gjorde ikke Lykke. D'Annunzios romaner er vel de af hans arbejder, som har skaffet ham mest navnkundighed; han har selv delt dem i en rosen-, en lilje- og en granatæblecyklus. 
Til den første (rosen, glædens symbol) hører: Il piacere (1889; på dansk ved Regitze Winge, 1902); L'Innocente (1891; på dansk ved Palle Rosenkrantz, 1900) og Il trionfo della morte (1894); samtidig udgav han en i monologform skrevet roman, Giovanni Episcopo (1892; dansk oversættelse ved Helene Jacobson). Til den anden cyclus hører Le vergini delle Rocce (1896) og til den tredje Il fuoco (1899), der skildrer hans forhold til Eleonora Duse, og hvorledes det hævedes; 1910 fulgte Forse che sì forse che no (de to sidste oversatte af Regitze Winge). 
Hertil kommer mindre prosafortællinger i samlinger, for en stor del om livet i Abruzzerne: Terra vergine (1882), Il libro delle vergini (1884), San Pantaleone (1886), Le novelle di Pescara (1902). Stor opsigt vakte hans lille skrift La contemplazione della morte, skrevet i anledning af vennerne Giovanni Pascolis og Adolphe Bermonds død (1912; oversat af Regitze Winge 1913); han synes heri stærkt religiøst påvirket. I 1913 påbegyndte han udgivelsen af en række biografier Vite di uomini illustri e di uomini oscuri med La vita di Cola di Rienzo. Af hans sidste arbejder kan nævnes: La Leda senza cigno (1916), Notturno (1921), Per l'Italia degli Italiani (1923). 
I 1915 vendte D'Annunzio tilbage til Italien fra Frankrig, hvor han havde boet i flere år, og med sin glødende tale La Sagra di Quarto talte han irredentismens sag og indvarslede sin voldsomme kampagne for at drage Italien ind i Verdenskrigen. Han tog aktiv del i krigen mest som flyver, nedkastede personlig sine proklamationer over Triest og Wien. Efter våbenstilstanden fordrede han, at Italien skulde annektere Fiume og de dalmatiske havnebyer, og da disse krav mødte modstand, stillede han sig 1919 i spidsen for en skare frivillige, indtog byen, lod sig udråbe til dens provisoriske regent og proklamerede dens forening med Italien. 1920 blev han dog tvunget til at opgive stillingen og opløse sine tropper, men havde dog den triumf ved den endelige afgørelse 1924 at se Fiume blive italiensk by. Samme år fik han titlen principe di Montevenoso.